# Kfz-Kennzeichen (Bolivien)

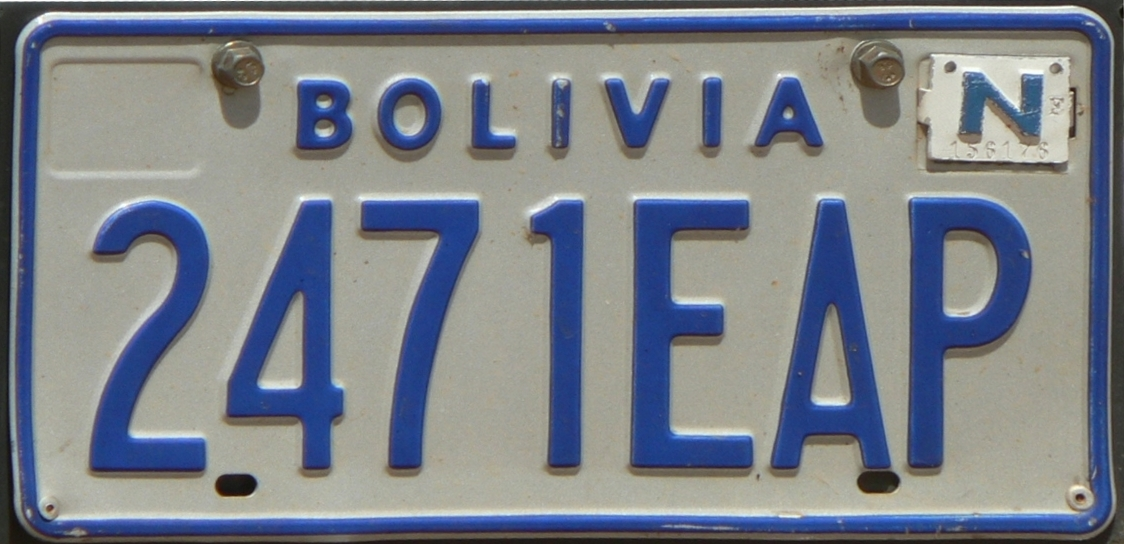
Aktuelles bolivianisches Kfz-Kennzeichen, das "N" oben rechts steht für das Departamento Pando

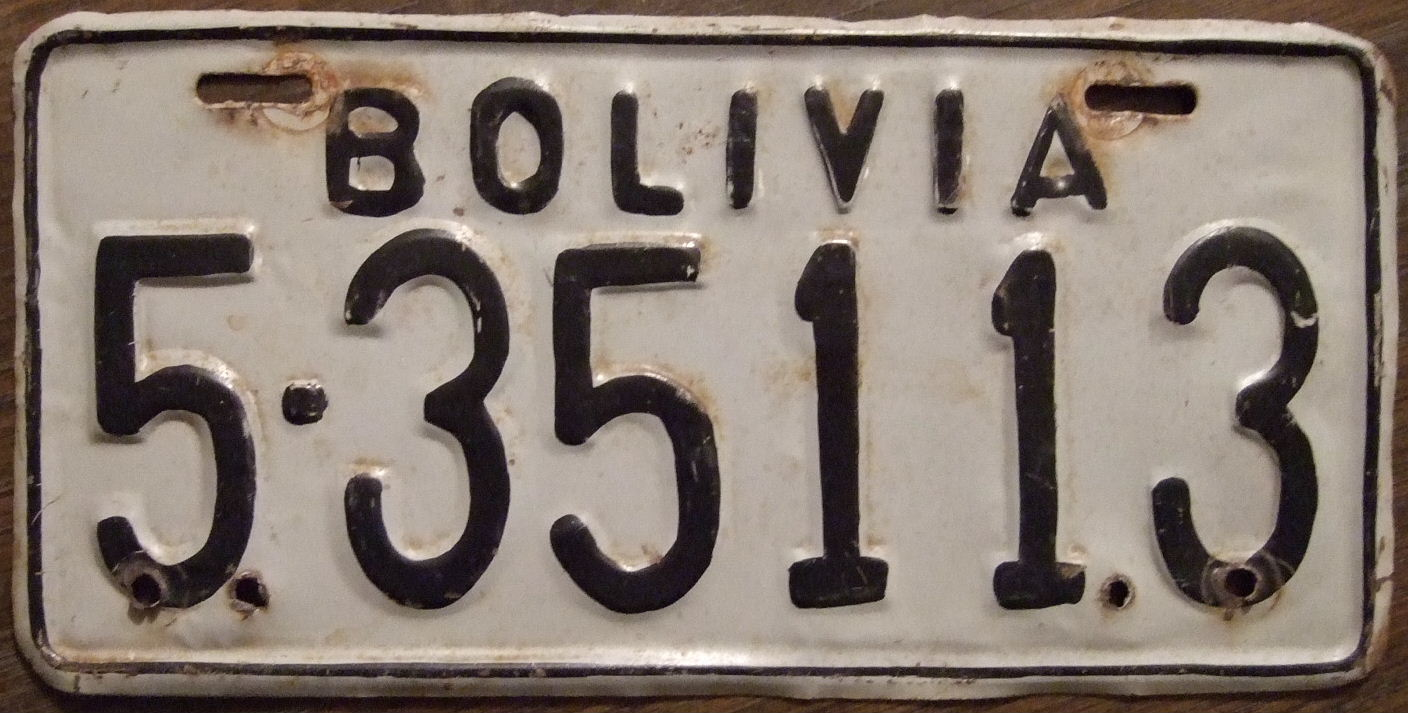
Ältere Version

In Bolivien registrierte Fahrzeuge erhalten ein Kfz-Kennzeichen (dort placa genannt) zugewiesen, das in der Regel weiß mit blauer Schrift ist und aus vier Ziffern und drei Buchstaben (A–Z, außer O und Q) besteht. Ältere Versionen bestehen nur aus drei Ziffern und drei Buchstaben. Oben auf den Kennzeichen steht der Landesname auf Spanisch. Am linken oberen Rand ist teilweise eine bolivianische Flagge abgebildet und am rechten oberen Rand gibt es eine Metallplakette oder ein Aufkleber mit einem Buchstaben, der für das Departamento steht, in dem das Fahrzeug registriert ist.
Motorräder haben ein gleich aufgebautes Kennzeichen, jedoch mit verringerten Maßen. Ältere Busse, LKW, Leihwagen und andere nicht-private Fahrzeuge haben oft die Ziffern-Buchstaben-Kombination des Kennzeichens auf beiden Seiten der Karosserie angebracht.

## Kürzel
Die Departamentos werden nach ISO 3166-2:BO kodiert:
| Code | Departamento |
| ---- | ------------ |
| B    | Beni         |
| H    | Chuquisaca   |
| C    | Cochabamba   |
| L    | La Paz       |
| O    | Oruro        |
| N    | Pando        |
| P    | Potosí       |
| S    | Santa Cruz   |
| T    | Tarija       |

## Freihandelszone Cobija

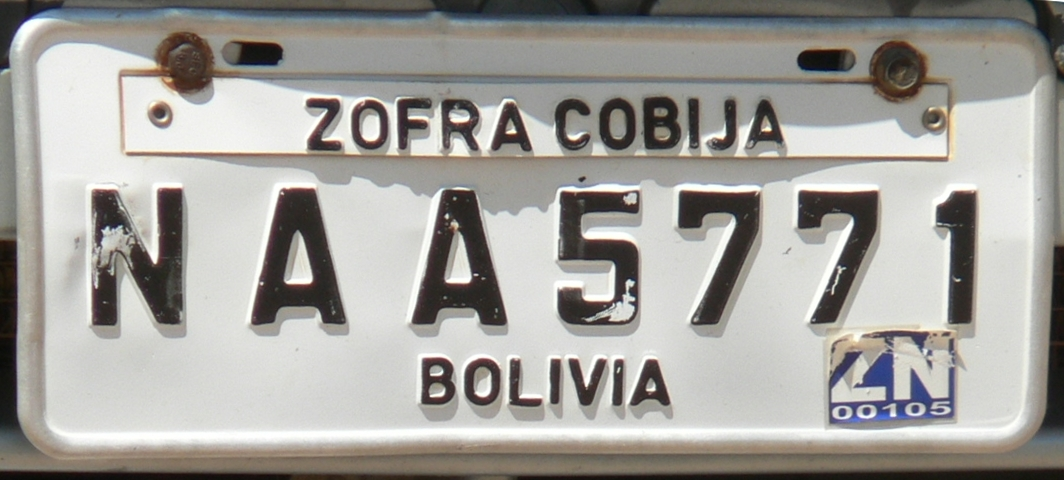
Kennzeichen der Zofra Cobija

Bewohner der Freihandelszone (zona franca / Zofra) Cobija, die das Gebiet des Municipio Cobija im äußersten Norden des Landes umfasst, haben die Möglichkeit, ein von dieser ausgegebenes Kennzeichen zu bekommen, das den Fahrzeughalter etwa 30 % weniger kostet, aber nur innerhalb der Freihandelszone gültig ist. Auf diesen werden drei Buchstaben und bis zu vier Zahlen in schwarzer Schrift auf weißem Untergrund gezeigt. Im Gegensatz zu den nationalen Kennzeichen ist hier der Schriftzug „Bolivia“ am unteren Rand angebracht, oben steht „Zofra Cobija“.
In Cobija haben etwa 95 % der Privatfahrzeuge Kennzeichen der Zofra, etwa 3 % sind normale bolivianische Kennzeichen und 2 % der Fahrzeuge fahren, ohne registriert zu sein.